# Esko w Pradze

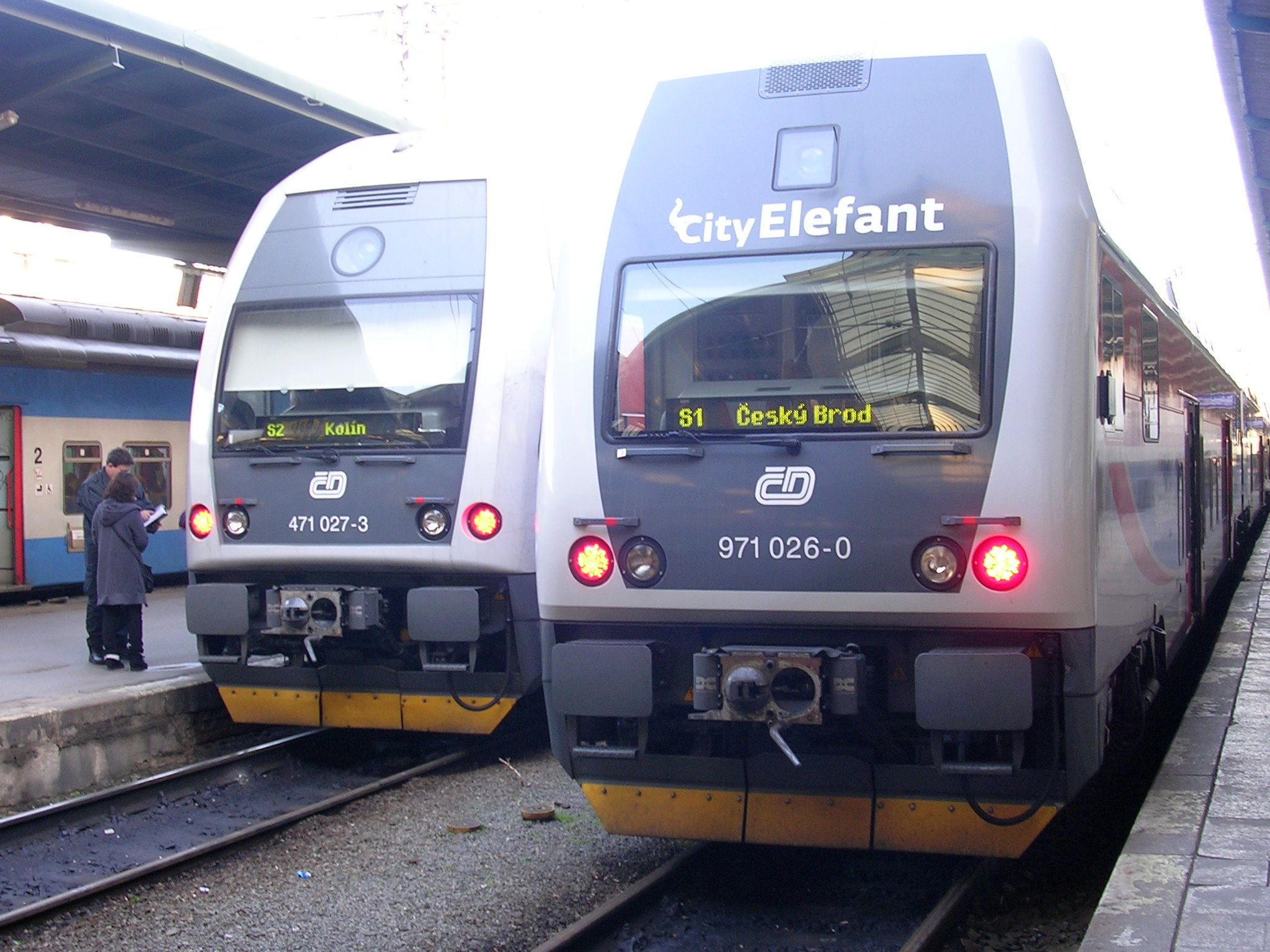
Jednostki Škoda CityElefant na stacji Masarykovo nádraží

Esko w Pradze (cz. Esko Praha) – system szybkiej kolei miejskiej w Pradze i kolei aglomeracyjnej w kraju środkowoczeskim, obsługiwany przez České dráhy, stanowiący istotną część zintegrowanego systemu komunikacyjnego aglomeracji praskiej (PID). Obejmuje pociągi pasażerskie oraz ekspresowe na głównych liniach radialnych z Pragi oraz na kilku odcinkach łączących lub stycznych. Większość odcinków linii tego systemu jest objęta pełną lub częściową integracją taryfową w ramach Praskiego Transportu Zintegrowanego, jednak niektóre linie Esko Praga są kontynuowane poza granicami PID. Pod obecną nazwą funkcjonuje od 9 grudnia 2007. Sieć obsługują jednostki elektryczne, m.in. Škoda CityElefant serii 471.

## Historia
Sieć podmiejską w Pradze utworzono na początku XX wieku, a została ona włączona do krajowego systemu zelektryfikowanej kolei. Prawdziwy wzrost wydajności sieci podmiejskiej nastąpił w latach 70., wtedy również rozwinięto jednostki trakcyjne klasy 451 i 452, nazywane nieoficjalnie "pantografami". Szybko stały się one głównym środkiem transportu z Pragi do Kolína, Nymburka, Benešova, Berouna i Kralup nad Wełtawą. Na tych trasach niezbędne okazało się uruchomienie pociągów w takcie półgodzinnym. W latach 90. rozpoczęto przebudowę korytarzy przez Pragę oraz stopniowo wymieniano tabor. Elementem kulminacyjnym było połączenie stacji Praha-Libeň, Praha-Vysočany i Praha-Holešovice, co pozwoliło na połączenie dworca głównego i dworca Masaryka ze wszystkimi kierunkami wychodzącymi z miasta.
Przełomem było stworzenie zintegrowanego systemu komunikacji praskiej, który zainicjowano 1 października 1992. Wprowadzono zintegrowany bilet strefowy. Podczas powodzi w 2002 r. z powodu zatopienia korytarzy metra kolej miejska była jedynym środkiem transportu dla wielu prażan i stanowiła kręgosłup transportu miejskiego. Od 9 grudnia 2007 funkcjonuje pod nową nazwą.

## Linie
| Linia | Trasa                               | Długość (w km) | Stacje |
| ----- | ----------------------------------- | -------------- | ------ |
| S1    | Praha Masarykovo nádraží – Kolín    | 62             | 19     |
| S12   | Poříčany – Nymburk                  | 15             | 6      |
| S2    | Praha Masarykovo nádraží – Kolín    | 73             | 20     |
| S20   | Praha Masarykovo nádraží – Milovice | 73             | 9      |
| S22   | Lysá nad Labem – Milovice           | 5              | 2      |
| S29   | Praha-Vysočany – Strančice          | 32             | 11     |
| S3    | Praha-Vršovice – Všetaty            | 43             | 13     |
| S4    | Praha Masarykovo nádraží – Hněvice  | 40             | 17     |
| S41   | Praha-Hostivař – Roztoky u Prahy    | 14             | 5      |
| S5    | Praha Masarykovo nádraží – Kladno   | 31             | 10     |
| S6    | Praha-Smíchov – Beroun              | 34             | 12     |
| S7    | Praha hlavní nádraží – Beroun       | 43             | 13     |
| S8    | Praha hlavní nádraží – Čerčany      | 57             | 23     |
| S80   | Praha hlavní nádraží – Dobříš       | 52             | 21     |
| S9    | Praha hlavní nádraží – Benešov      | 49             | 18     |
| Razem | Razem                               | 515            | 158    |